# Ruellia kleinii
Ruellia kleinii är en akantusväxtart som beskrevs av C. Ezcurra och D.C. Wasshausen. Ruellia kleinii ingår i släktet Ruellia och familjen akantusväxter. Inga underarter finns listade i Catalogue of Life.